# Saalbach-Hinterglemm
Saalbach-Hinterglemm é um município da Áustria, situado no distrito de Zell am See, no estado de Salzburgo. Tem 125,53 km² de área e sua população em 2019 foi estimada em 2.819 habitantes.